# Бюсак
Бюса́к (фр. Bussac) — коммуна во Франции, находится в регионе Аквитания. Департамент — Дордонь. Входит в состав кантона Брантом. Округ коммуны — Перигё.
Код INSEE коммуны — 24069.

## География

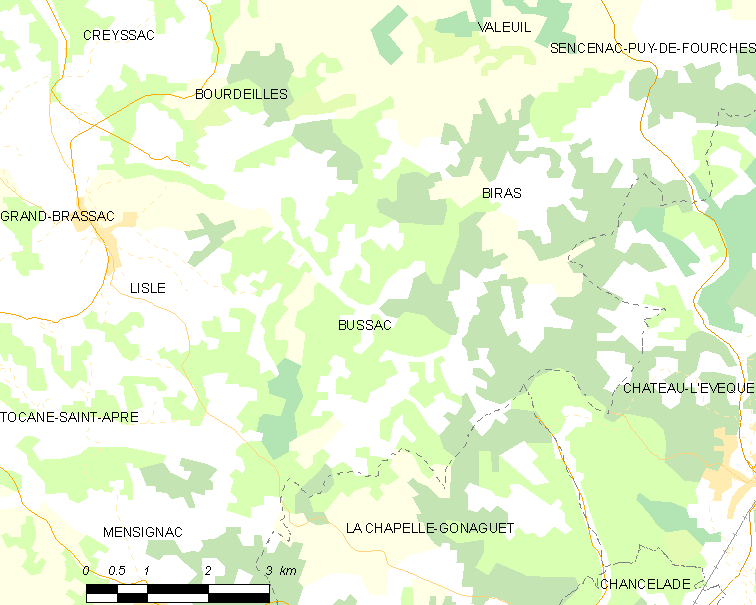
Карта коммуны

Коммуна расположена приблизительно в 420 км к югу от Парижа, в 105 км северо-восточнее Бордо, в 14 км к северо-западу от Перигё.

### Климат
Климат умеренный океанический со средним уровнем осадков, которые выпадают преимущественно зимой. Лето здесь долгое и тёплое, однако также довольно влажное, здесь не бывает регулярных периодов летней засухи. Средняя температура января — 5 °C, июля — 18 °C. Изредка вследствие стечения неблагоприятных погодных условий может наблюдаться непродолжительная засуха или случаются поздние заморозки. Климат меняется очень часто, как в течение сезона, так и год от года.

## Население
Население коммуны на 2010 год составляло 370 человек.
| 1962 | 1968 | 1975 | 1982 | 1990 | 1999 | 2010 |
| ---- | ---- | ---- | ---- | ---- | ---- | ---- |
| 282  | 210  | 197  | 200  | 267  | 321  | 370  |

## Администрация
| Период | Период | Фамилия      | Партия       | Примечания        |
| ------ | ------ | ------------ | ------------ | ----------------- |
| 1945   | 1953   | Луи Эстиво   |              |                   |
| 1953   | 1971   | Эли Мазо     |              |                   |
| 1971   | 1989   | Рене Мартен  |              |                   |
| 1989   | 2014   | Ги Бретонне  | беспартийный | фермер, пенсионер |
| 2014   | 2020   | Анри Фессоль |              |                   |

## Экономика
В 2010 году среди 238 человек трудоспособного возраста (15-64 лет) 190 были экономически активными, 48 — неактивными (показатель активности — 79,8 %, в 1999 году было 69,1 %). Из 190 активных жителей работали 175 человек (91 мужчина и 84 женщины), безработных было 15 (9 мужчин и 6 женщин). Среди 48 неактивных 11 человек были учениками или студентами, 18 — пенсионерами, 19 были неактивными по другим причинам.

## Достопримечательности
- Церковь Свв. Петра и Павла (XII век). Исторический памятник с 1974 года[5]

## Фотогалерея

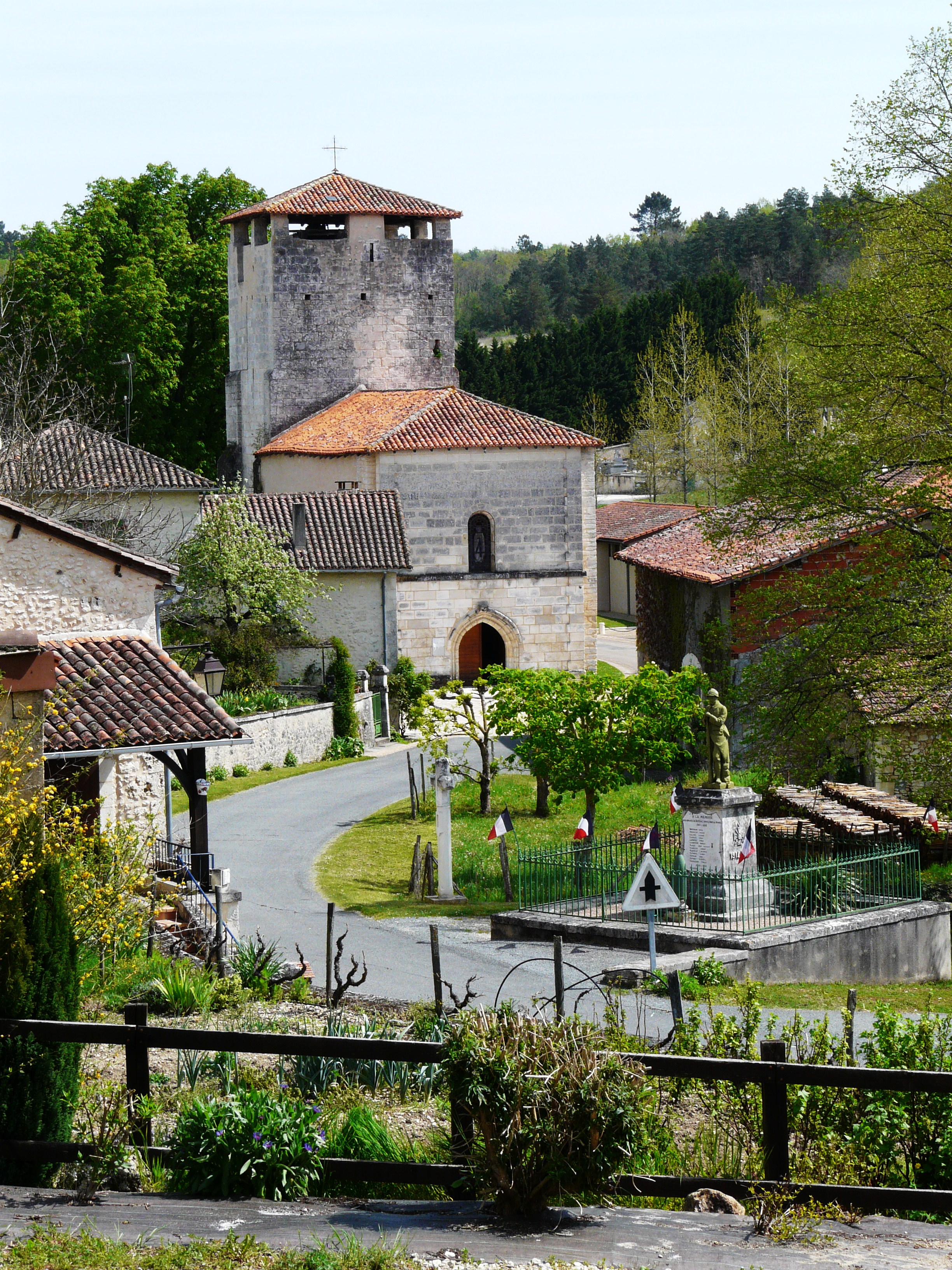
Бюсак
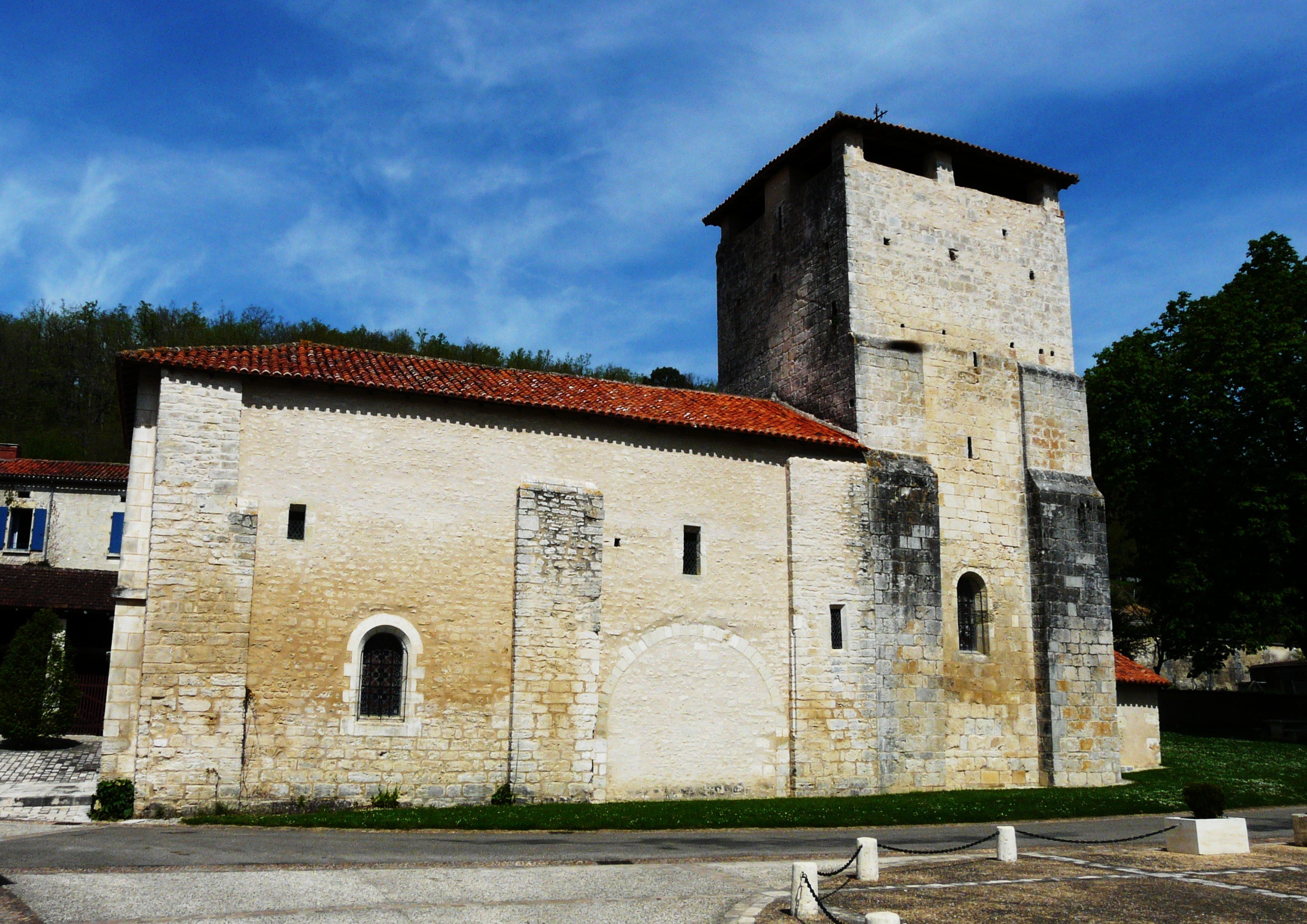
Церковь Свв. Петра и Павла
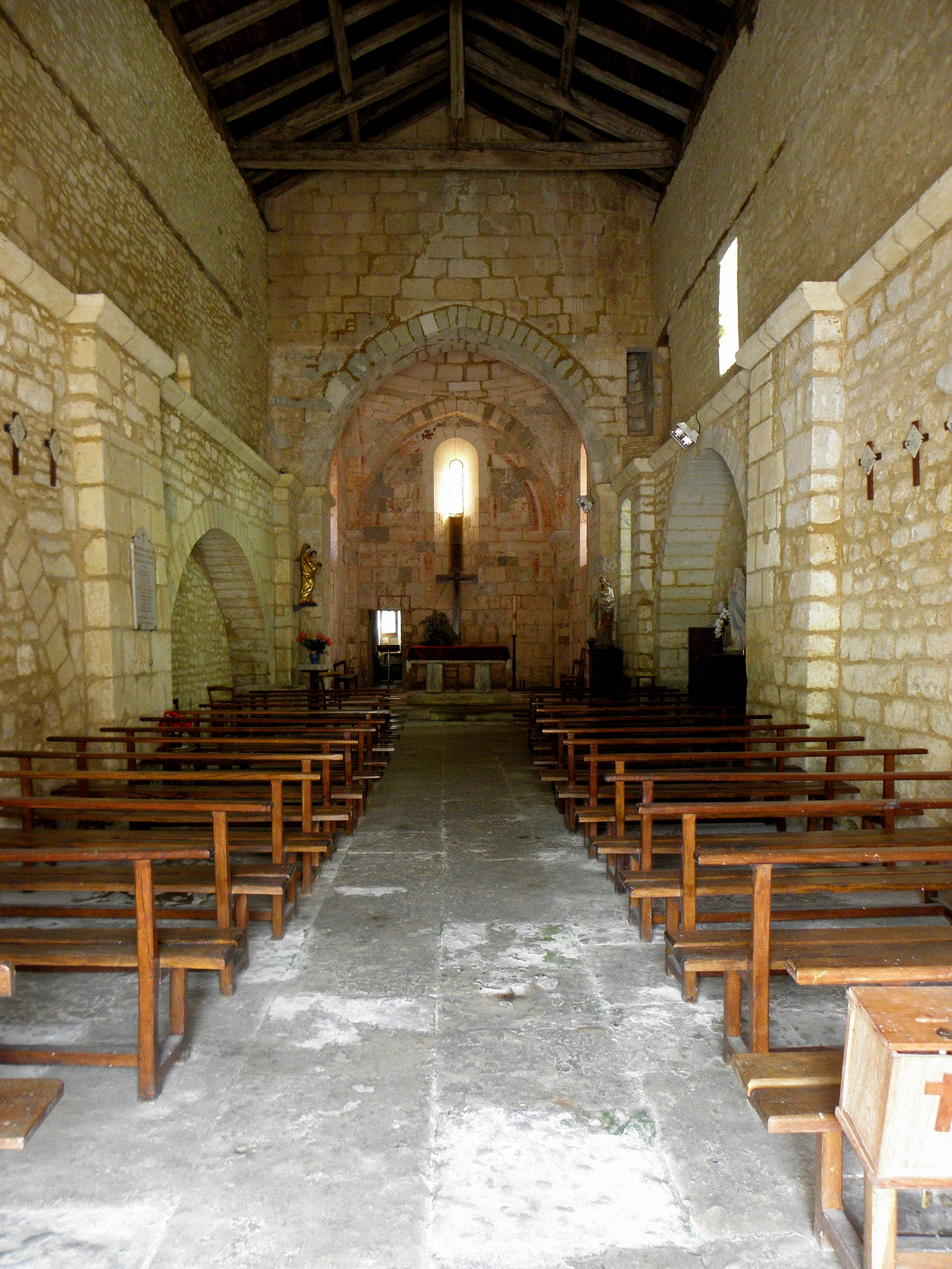
Интерьер церкви
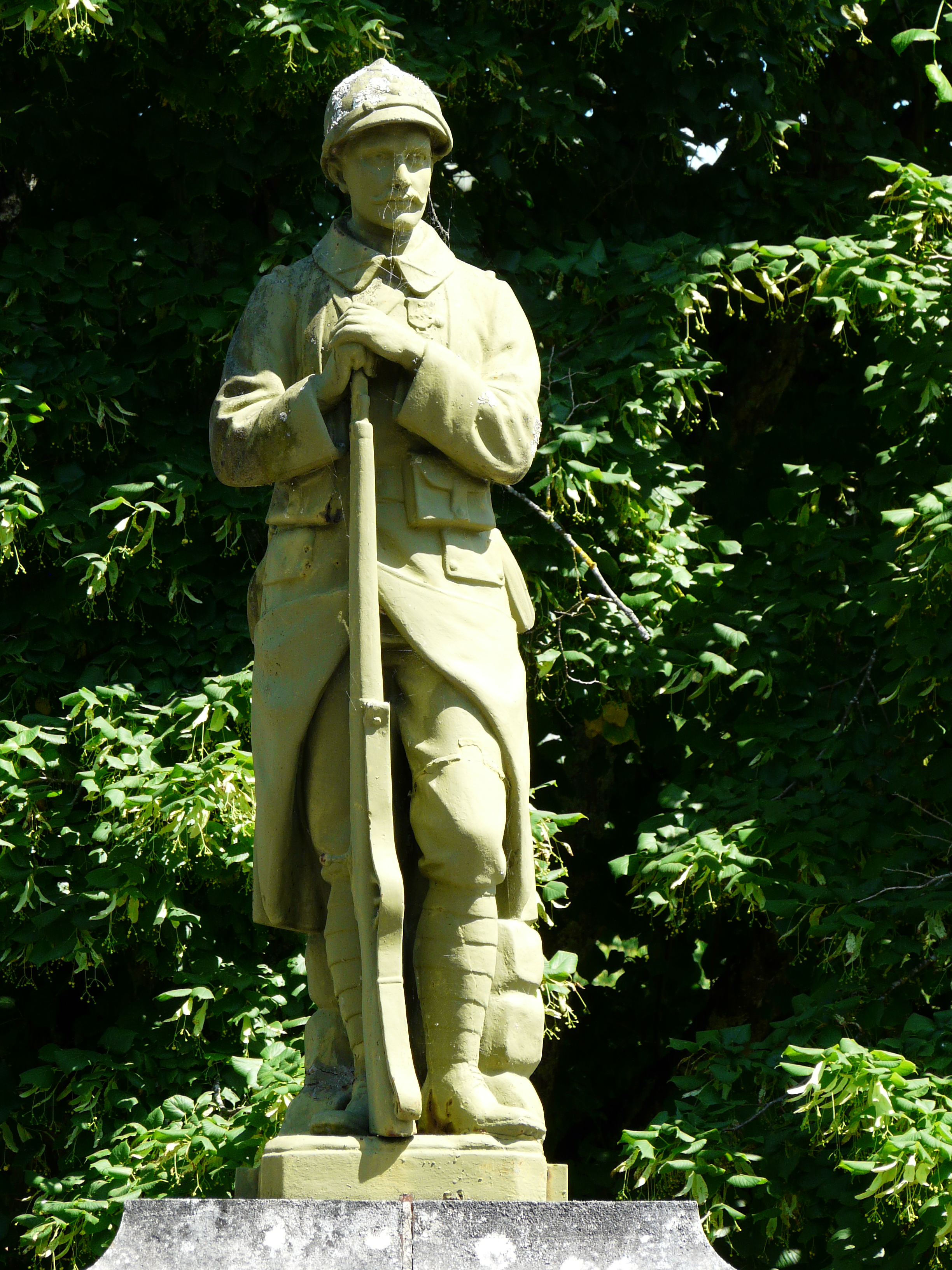
Военный мемориал
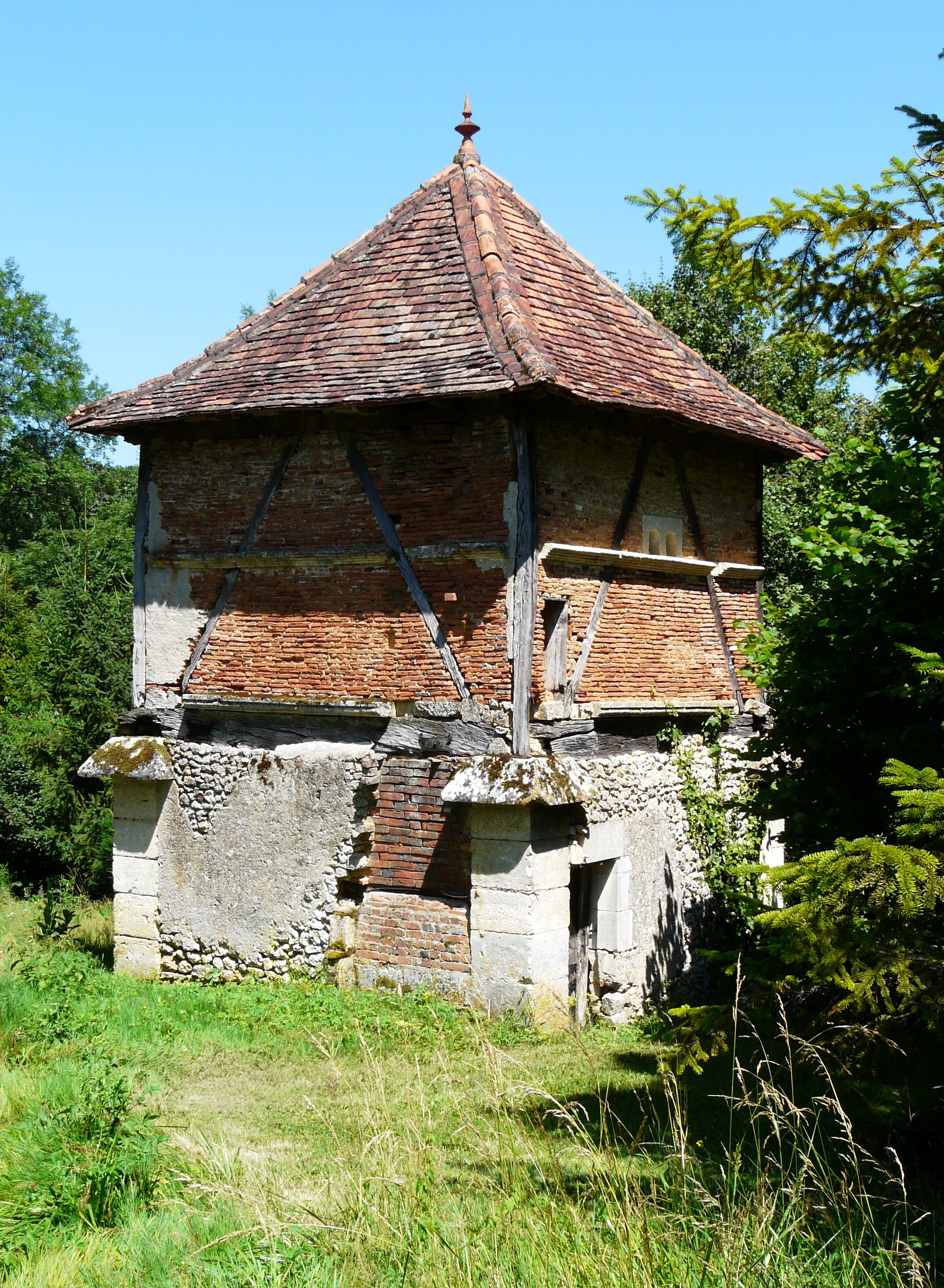
Голубятня
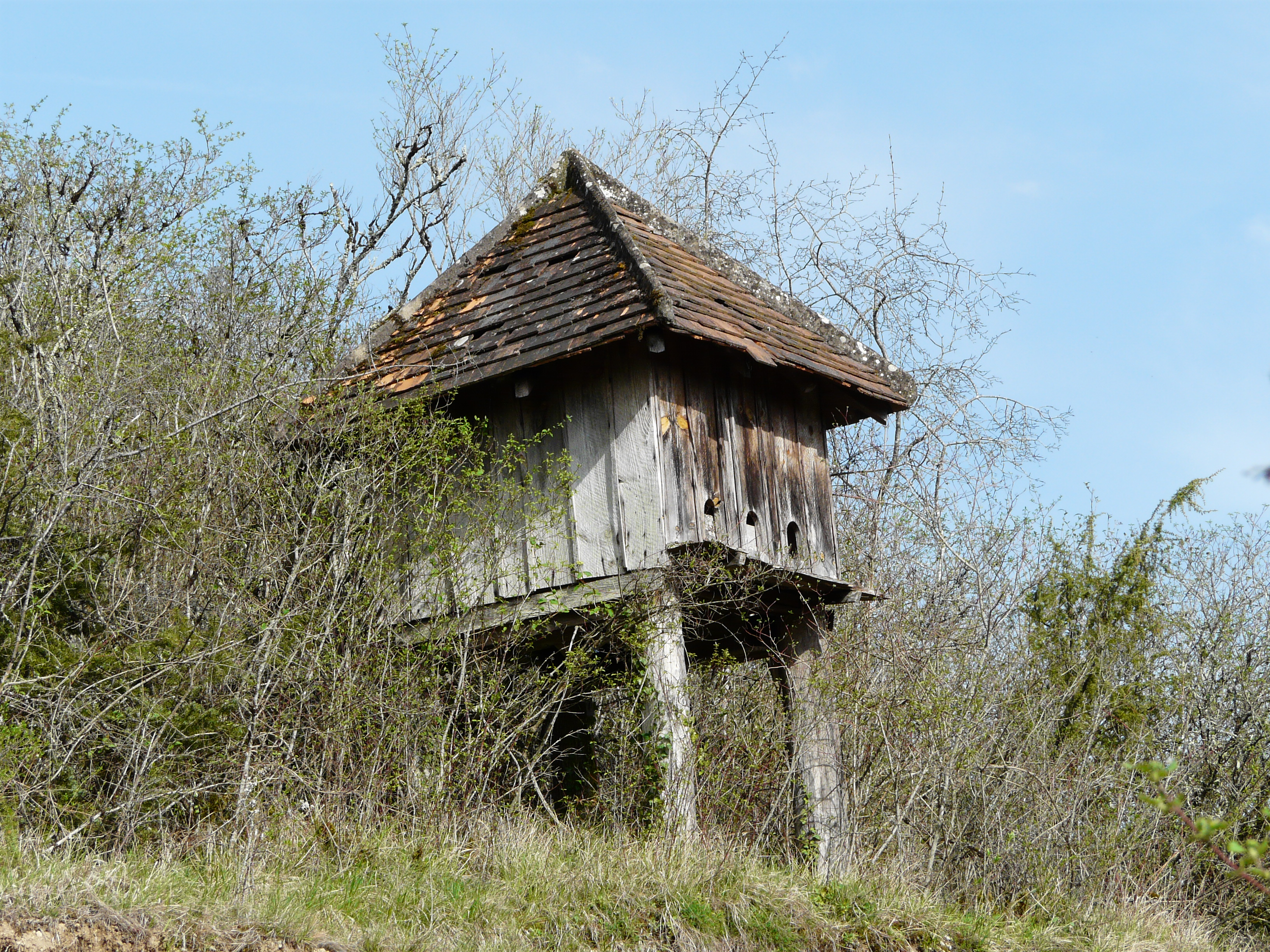
Голубятня
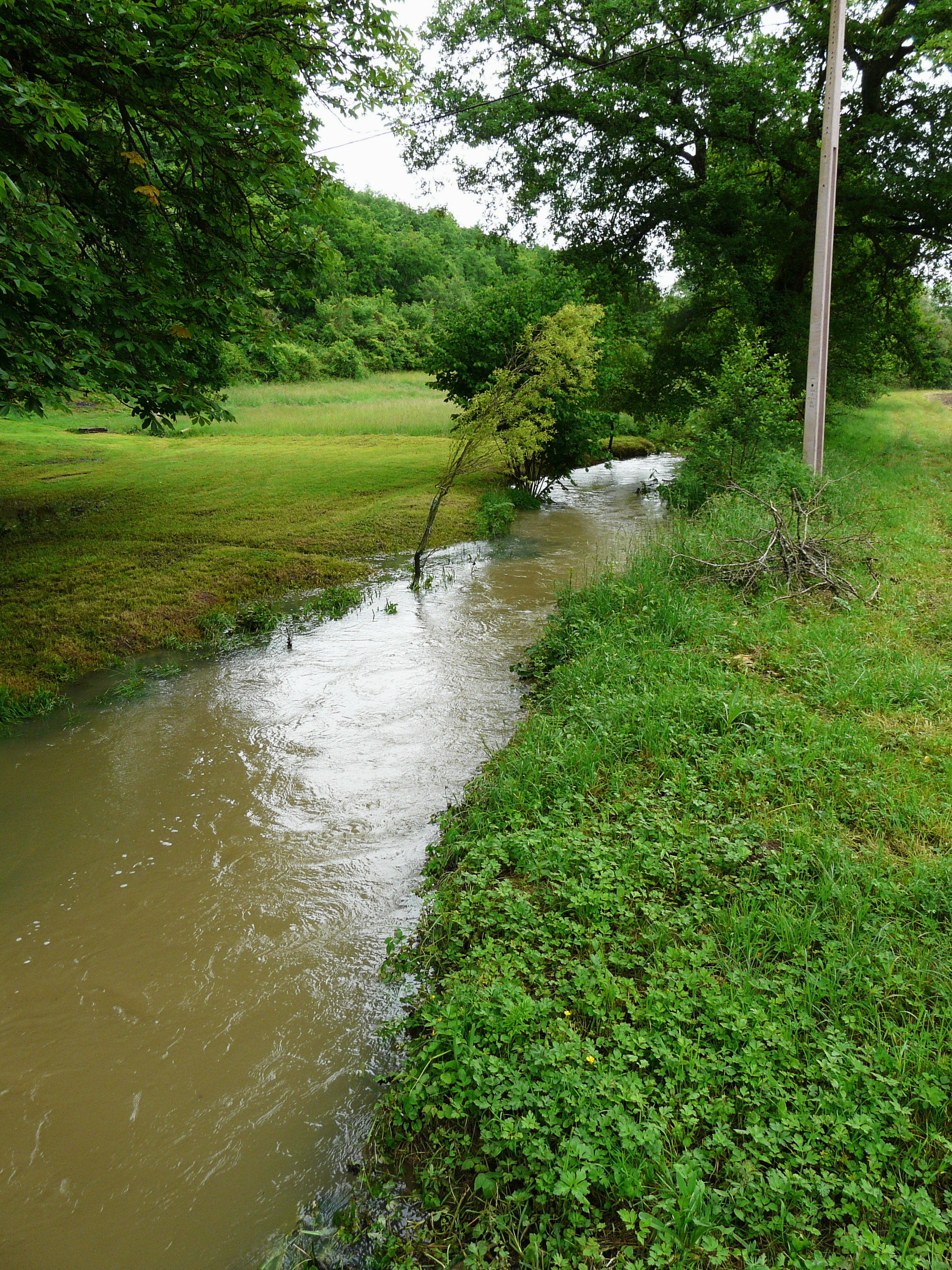
Река Донзель